# Battaglia di Francoforte sull'Oder
La battaglia di Francoforte sull'Oder si svolse il 13 aprile 1631, durante la fase svedese della Guerra dei trent'anni, quando le truppe svedesi comandate dal re Gustavo Adolfo assaltarono la città di Francoforte sull'Oder; fu una delle prime azioni dell'esercito svedese sul territorio imperiale dopo lo sbarco dell'anno precedente.

## La presa di Francoforte sull'Oder
Gustavo Adolfo appena sbarcato in Europa cercò di allargarsi a sud; il suo "Rubicone" fu l'Oder, e la sua prima vittima fu la città di Francoforte. La diversione aveva, fra gli altri, l'obiettivo di distrarre l'assedio da Magdeburgo da parte del Tilly, che, in effetti, per qualche tempo, rimase incerto sul da farsi: se correre in aiuto di Francoforte o finire l'opera in corso davanti alla città ribelle sull'Elba.
Il 13 aprile gli svedesi con un esercito di 23 000 uomini giunsero davanti alle mura di Francoforte: la assalirono e la conquistarono non dopo aver chiesto la resa incondizionata ed il pagamento di un forte riscatto. Memore del terribile saccheggio a cui gli imperiali si erano lasciati andare nella conquista di Neubrandenburg, re Gustavo Adolfo contrariamente alle sue abitudini, volle far pagare la stessa moneta alla sfortunata Francoforte, il cui assedio gli era costato la perdita di 800 uomini. Fu in sostanza un'anticipazione feroce di quanto poco dopo accadde a Magdeburgo: i 3 000 uomini della guarnigione della città sull'Oder furono massacrati insieme con molti abitanti della città, tanto che servirono ben sei giorni per bruciare i cadaveri, e scavare tombe da 100 posti ognuna per far posto a tutti ai cadaveri delle vittime. I due contendenti non avevano pietà, nelle barbarie e nelle ritorsioni, negli atti di violenza e negli eccidi, l'uno dell'altro e la guerra cominciava ad assumere sempre più le sembianze di un grosso indiscriminato massacro. Tilly, appena informato della caduta della città imperiale, sospese la marcia di avvicinamento della sua armata che aveva intrapreso e tornò risoluto su Magdeburgo.
Dopo Francoforte, gli svedesi si assicurarono anche la presa di Landsberg. Avevano ormai il controllo di tutto il territorio alle loro spalle; anche Kolberg, la piazzaforte sul Baltico, aveva finito col cedere e si arrese a marzo. Il re svedese si concentrò quindi nella pressione diplomatica nei confronti dei cauti Elettori protestanti, i quali avrebbero potuto fornirgli l'adeguato sostegno al prosieguo del conflitto. Iniziò dal più debole Giorgio Guglielmo di Brandeburgo, al quale notificò in maniera chiara che pretendeva alleati sicuri ed obbedienti, non voleva neutrali in questa impresa; ripeteva spesso: ”qui combattono Dio e il Diavolo, chi combatte per me combatte per Dio, chi vuole stare con il diavolo mi deve combattere. Tertium non datur”.
Nel mese di maggio marciò quindi risoluto su Potsdam e Berlino, conquistò la fortezza di Spandau e costrinse l'Elettore del Brandeburgo ad un'alleanza provvisoria nei suoi confronti ed al pagamento di una retta mensile di qualche decina di migliaia di talleri. Il 22 giugno, dopo la caduta di Magdeburgo venne poi firmata la formale alleanza fra Svezia e Brandeburgo. Rimaneva tuttavia da convincere ancora lo zoccolo duro rappresentato dall'Elettore di Sassonia, la cui posizione si era certo indebolita dalla defezione forzata del suo collega di Berlino, ma che ancora non aveva cambiato opinione nei confronti dell'invasore nordico. Questa ferma presa di posizione obbligherà Gustavo Adolfo ad assistere impotente all'immane disastro che stava per abbattersi sulla città simbolo dei protestanti, alla cui difesa il re svedese aveva posto un valido generale originario dell'Assia, il maresciallo Dietrich Falkenberg.